# Ташкенбай, Санжар Такенулы
Санжар Ташкенбай (каз. Санжар Тәкенұлы Тәшкенбай; род. 2003) — казахский боксёр, выступающий в наилегчайшем весе. Чемпион Азии (2022), чемпион мира (2023).   

## Карьера
Родился в Келесском районе в селе имени Гани Муратбаева. Происходит из рода Сиргели Старшего жуза.  
Санжар Ташкенбай в 2021 году принял участие в молодёжном чемпионате мира, который состоялся в Кельце, в Польше. В весовой категории до 49 кг он стал чемпионом мира, победив в финале соперника из России Роберта Бадаляна.
В Аммане в 2022 году на чемпионате Азии, в наилегчайшей категории стал чемпионом континента. В финале победил соперника из Японии Кузуму Аратаке.
На чемпионате мира 2023 года в Ташкенте, Санжар стал чемпионом в наилегчайшей категории. В финале он одолел спортсмена из Грузии Сахила Алахвердови.